# Carmen Sanz Ayán
Carmen Sanz Ayán (Madrid, 19 de noviembre de 1961) es una historiadora y profesora universitaria española. 
Es catedrática de Historia Moderna en la Universidad Complutense de Madrid. Es académica de número de la Real Academia de la Historia desde 2005. 

## Biografía
Carmen Sanz Ayán es Catedrática de Historia Moderna en la Universidad Complutense de Madrid, donde ha ejercido la docencia en el Departamento de Historia Moderna, desde 1989 como profesora titular y desde 2007 como Catedrática ambos puestos por concurso-oposición  y Académica de Número de la Real Academia de la Historia.
Fue Premio Extraordinario de licenciatura (1984) y Premio Extraordinario de Doctorado (1988). También fue finalista del Premio Nacional de Historia (1990) y Premio Ortega y Gasset de Ensayo y Humanidades (1993). En 2014 fue galardonada con el Premio Nacional de Historia por su estudio Los banqueros y la crisis de la monarquía hispánica de 1640.
Fue vocal de la Fundación de Historia Moderna (2003-2004) y también Miembro del Consejo Científico de la Casa de Velázquez (Ministére de l’Enseignement et de la Recherche. (France) (2007-2010).
Coordinadora del máster en Historia de la Monarquía Hispánica (UCM) desde 2010.
Sus principales líneas de investigación giran alrededor del estudio de las redes financieras que operaron en Europa durante la Edad Moderna, del análisis de los aspectos socioeconómicos del teatro barroco y de la historia política de la segunda mitad del siglo XVII y primeros años del XVIII.
Ha dirigido varios proyectos de investigación subvencionados por la Comunidad de Madrid, y los Ministerios de Educación y Ciencia y Tecnología en convocatorias competitivas, el último de ellos, titulado “Circulación, patrimonio y poder de elites en la Monarquía Hispánica 1640-1715”. Periodo de ejecución (2010-2012). 
Elegida Académica de Número de la Real Academia de la Historia el 18 de febrero de 2005 por unanimidad y con el aval de Luis Miguel Enciso, José Alcalá-Zamora y Carmen Iglesias para formar parte de esta institución. Tomó posesión de su plaza el 26 de febrero de 2006. Medalla número 30.